# Martin Henderson
Martin Henderson (Auckland, 8 de outubro de 1974) é um ator neozelandês. É conhecido por interpretar Noah Miller no filme de terror The Ring (2002). Em 2011 foi eleito o 6° ator mais sexy do mundo.

## Biografia
Henderson nasceu em Auckland, Nova Zelândia. Ele começou a atuar aos treze anos, aparecendo em Strangers, uma produção televisiva local. Martin frequentou a Westlake Boys High School  e Birkenhead Primary. Estrelou o drama Shortland Street, onde interpretou o personagem "Stuart Neilson" de 1992 a 1995. Posteriormente apareceu em vários filmes e produções para a televisão australiana (como Echo Point e Home & Away), antes de se mudar para os Estados Unidos em 1997, a fim de prosseguir uma carreira em Hollywood e para estudar em um programa de dois anos na Neighborhood Playhouse, em Nova York.
Na adolescência, Henderson namorou a modelo neozelandêsa Nicky Watson.
Henderson passou mais de um ano tentando audições para papéis em filmes em Los Angeles sem sucesso, mas em 2001, ele foi finalmente lançado em um papel como coadjuvante no filme de John Woo, Códigos de Guerra. Em 2002, contracenou com a atriz Naomi Watts no filme de terror, O Chamado. Depois do sucesso de bilheteria do filme, Henderson recebeu o papel de "Drew Curtis"  em Perfect Opposites, e, posteriormente, foi escalado como o personagem principal do filme Fúria em Duas Rodas, lançado no início de 2004. Em 2005, ele contracenou com a atriz indiana Aishwarya Rai no romântico filme Bride & Prejudice, e no premiado Sob o Efeito da Água estrelado por Cate Blanchett.
Em 2006, Henderson ganhou elogios do West End de Londres pela produção teatral Fool For Love com Juliette Lewis.
Henderson também apareceu ao lado de Britney Spears no vídeo da música para seu single "Toxic". Atuou ao lado de Jordana Brewster na série televisiva adaptada do filme de 2005 Mr. & Mrs. Smith. A partir de 2008, a série deixou de ser exibida. Henderson apareceu em um comercial para o Cadillac CTS em 2008. Também atuou em um episódio da série House M.D., chamado "Painless".
Em 2011 ele atuou como o Dr. Ben Keeton na série americana de tv Off the Map (série de televisão), produzida por Shonda Rhimes, mesma produtora de Grey's Anatomy e Private Practice, e exibida pela Rede ABC, mas a série foi cancelada no mesmo ano. Em 2015 Henderson entrou para o elenco de Grey's Anatomy.

## Filmografia
| Filmes        | Filmes                           | Filmes           | Filmes                                     |
| Ano           | Título                           | Papel            | Notas                                      |
| ------------- | -------------------------------- | ---------------- | ------------------------------------------ |
| 1990          | Raider of the South Seas         | Jack Taylor      | Para TV                                    |
| 1999          | Kick                             | Tom Bradshaw     |                                            |
| 2002          | Códigos de Guerra                | Soldado Nellie   |                                            |
| 2002          | O Chamado                        | Noah             |                                            |
| 2003          | Skagerrak                        | Ian/Ken          |                                            |
| 2004          | Fúria em Duas Rodas              | Cary Ford        |                                            |
| 2004          | Perfect Opposites                | Drew Curtis      |                                            |
| 2004          | Bride & Prejudice                | William Darcy    |                                            |
| 2005          | Sob o Efeito da Água             | Ray              |                                            |
| 2006          | Flyboys                          | Reed Cassidy     |                                            |
| 2006          | A Última Cartada                 | Hollis Elmore    |                                            |
| 2007          | A Batalha de Seattle             | Jay              |                                            |
| 2009          | Cedar Boys                       | Mathew           |                                            |
| 2009          | Inside the Box                   | Jake Fischer     | Para TV                                    |
| 2010          | Home by Christmas                | Jovem Ed         |                                            |
| 2013          | The Moment (2013)                | John/Peter       |                                            |
| 2013          | Devil's Knot                     | Brent Davis      |                                            |
| 2015          | Evereste                         | Andy Harris      |                                            |
| 2016          | Milagres do Paraíso              | Kevin Beam       |                                            |
| 2018          | The Strangers: Prey at Night     | Mike             |                                            |
| 2018          | Juveniles                        | Oliver           |                                            |
| 2018          | Hellbent Jeb                     | Dupre            |                                            |
| 2022          | X                                | Wayne            |                                            |
| Televisão     |                                  |                  |                                            |
| Ano           | Título                           | Papel            | Notas                                      |
| 1989          | Strangers                        | Zane             |                                            |
| 1990          | Betty's Bunch                    |                  |                                            |
| 1992          | Shortland Street                 | Stuart Neilson   | Episódio desconhecido                      |
| 1995          | Echo Point                       | Zac Brennan      |                                            |
| 1996          | Home and Away                    | Geoff Thomas     | 1 episódio                                 |
| 1996          | Sweat                            | Tom Nash         | 26 episódios                               |
| 1997 / 1999   | Big Sky                          | Scotty Gibbs     | 53 episódios                               |
| 2007          | Mr. and Mrs. Smith               | John Smith       | 1 episódio                                 |
| 2009          | House M.D.                       | Jeff             | 1 episódio                                 |
| 2011          | Off the Map (série de televisão) | Dr. Ben Keeton   | Todos os episódios                         |
| 2015 / 2017   | Grey's Anatomy                   | Dr. Nathan Riggs | Principal (45 episódios, temporadas 12-14) |
| 2019-presente | Virgin River                     | Jack Sheridan    | Papel principal                            |

## Prêmios e Indicações
| Prêmios | Prêmios   | Prêmios     | Prêmios                                         | Prêmios              |
| Ano     | Resultado | Premiação   | Categoria                                       | Título               |
| ------- | --------- | ----------- | ----------------------------------------------- | -------------------- |
| 2000    | Indicado  | AFI Awards  | Melhor Performance de Ator em Papel Coadjuvante | Kick                 |
| 2005    | Indicado  | FCCA Awards | Melhor Ator Coadjuvate                          | Sob o Efeito da Água |
| 2005    | Indicado  | AFI Awards  | Melhor Ator Coadjuvate                          | Sob o Efeito da Água |